# Herbert Stoll

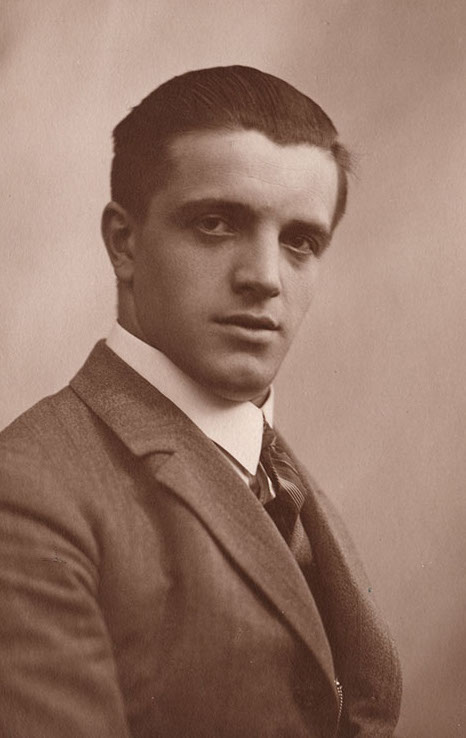
Herbert Stoll nach seinem Eintritt in die Wäschefabrik der Familie

Walter Herbert Stoll (* 20. April 1905 in Oberpfannenstiel; † 7. Februar 1962 in Erlabrunn) war ein erzgebirgischer Mundartdichter, der Dr Schwammelob genannt wurde.

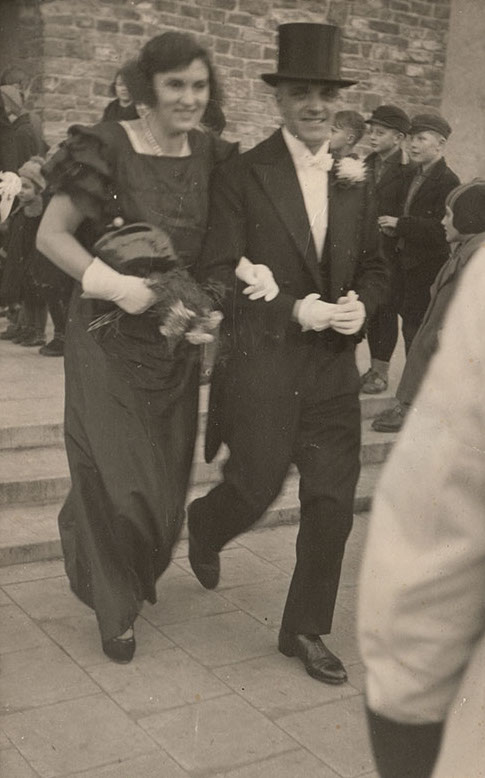
Herbert Stoll und Ehefrau Erna 1937 anlässlich der Hochzeit seines Bruders Heinrich

## Leben und Werk
Herbert Stoll war der älteste Sohn von Max Stoll und dessen Ehefrau Frieda, geb. Espig, und wuchs in der früheren Fickel-Villa auf. Nach dem Abitur im Jahre 1924 absolvierte er auf Wunsch des Vaters ein kaufmännisches Volontariat in Frankfurt am Main.
Ab 1926 arbeitete er als Buchhalter in der Wäschefabrik der Familie. Am 3. August 1926 trat Stoll unter der Mitgliedsnummer 44169 in die NSDAP ein. 1927 lernte er während eines Urlaubs in Rheinland-Pfalz die Schreinertochter Erna Klink kennen, die er am 24. Dezember 1928 in Kübelberg heiratete. Das Ehepaar wohnte zunächst in Oberpfannenstiel, 1929 und 1934 kamen dort die ersten beiden Kinder, Ingeborg und Karola, zur Welt.
Ab 1929 begann Herbert Stoll, Heimatlieder und Erzählungen in erzgebirgischer Mundart zu verfassen. Als erstes entstand am 1. September 1929 Mei Pfannestiel, ein Loblied auf sein Heimatdorf. Gemeinsam mit dem Zithersolisten und Komponisten Curt Herbert Richter schuf er das bekannte Lied De Postkutsch.
1932 fungierte Stoll als Propagandaleiter der NSDAP-Ortsgruppe Oberpfannenstiel, nach dem Konkurs der Wäschefabrik arbeitete er von 1932 bis 1938 im Arbeitsamt in Aue. Seine Frau baute ab 1935 im Auerhammer ein Haus, das die Familie ein Jahr später bezog. 1938 wurde das dritte Kind, Christina, geboren, Stoll wechselte 1938 in den Mittleren Dienst beim Postamt Aue, 1939 kam das vierte Kind, Heinrich, zur Welt.
1941 starb die Mutter der Ehefrau, die in der Folge wegen familiärer Angelegenheiten häufig in die Pfalz reiste. Herbert Stoll beantragte daraufhin die Versetzung nach Kaiserslautern und wurde als Parteimitglied in der Westmark geführt. Im Dezember 1942 brachte seine Frau in Kübelberg die Zwillinge Gudrun und Wolfgang zur Welt.
Ab April 1942 wurde Stoll bei der Waffen-SS beim SS-Hauptamt in Berlin im Luftschutzdienst eingesetzt, im Februar 1945 wurde er dienstuntauglich entlassen und kehrte ins Erzgebirge zurück. Im Mai 1945 wurde er elf Tage in Aue inhaftiert, direkt nach der Entlassung floh er mit Frau und Kindern in die Pfalz. Am 10. März 1948 wurden im Zuge seiner Entnazifizierung verschiedene Maßnahmen gegen ihn angeordnet und die strafrechtliche Verfolgung Stolls veranlasst. Ab 1946 wurde er als Bergmann in den Gruben Dechen, Frankenholz und Heinitz verpflichtet, danach arbeitete er bis 1949 in der saarländischen Eisenindustrie.
Seine Kriegserlebnisse, der Niedergang der NS-Ideologie und sein Abstieg vom Fabrikantensohn zum Bittsteller im Elternhaus der Ehefrau führten zu schweren psychischen Störungen. Zwischen dem 10. Dezember 1950 und dem 30. Juni 1954 wurde Herbert Stoll vier Mal (davon zwei Mal auf eigenen Wunsch) in die Heil- und Pflege-Anstalt Klingenmünster aufgenommen und insgesamt elf Monate mit der Diagnose paranoide Schizophrenie behandelt. Im Februar 1951 übernahm sein Schwager Otto Klink die Pflegschaft des Patienten.
Von der Krankheit beeinflusst, beantragte Stoll aus der Klinik heraus die Scheidung von seiner Frau Erna. Der Antrag erfüllte jedoch nicht die Voraussetzungen des bis 1976 in der Bundesrepublik geltenden Schuldprinzips.
Am 30. Juni 1954 entwich er aus der Klinik, kehrte anschließend in das Erzgebirge zurück und ließ sich in Zwönitz nieder, wo er zunächst die Scheidung von seiner ersten Frau erlangen konnte und danach erneut heiratete. Gemeinsam mit seiner zweiten Ehefrau Erika gründete er die Gesangsgruppe De Zwäntzer Maad mit'n Schwammelob.
Wegen Herzasthma wurde er 1957 invalidisiert. Fünf Jahre später verstarb Herbert Stoll.